# Autoritat del Transport Metropolità de l'Àrea de Barcelona
L'Autoritat del Transport Metropolità de l'Àrea de Barcelona (ATM o ATM Àrea de Barcelona) és un consorci interadministratiu de caràcter voluntari que es va constituir el 1997 per coordinar i planificar el transport públic a la Regió Metropolitana de Barcelona.
S'hi poden adherir totes les administracions titulars de serveis públics de transport col·lectiu, individualment o a través d'entitats que les agrupin i representin, que pertanyin a l'àmbit format per les comarques de l'Alt Penedès, l'Anoia, el Bages, el Baix Llobregat, el Barcelonès, el Berguedà, el Garraf, el Maresme, el Moianès, Osona, el Vallès Occidental i el Vallès Oriental.
Les Administracions consorciades són la Generalitat de Catalunya (51%) i administracions locals (49%), compostes per l'Ajuntament de Barcelona, Àrea Metropolitana de Barcelona (AMB) i l'Agrupació de Municipis titulars de serveis de Transport Urbà de la regió metropolitana de Barcelona (AMTU). Cal destacar la presència de representants de l'Administració General de l'Estat en els òrgans de govern de l'ATM, en qualitat d'observadors.

## Funcions
Com a entitat pública, té atribuïdes per llei unes funcions i objectius.
1. Planificació d'infraestructures i serveis: elabora plans d'inversió que han de subscriure les administracions.
2. Relacions amb operadores de transport: gestiona les concessions de serveis de transport a empreses privades
3. Finançament del sistema de transport: controla les finances de les concessionàries i hi fa de pont amb les administracions responsables de les subvencions a aquestes.
4. Ordenació de les tarifes: decideix la distribució i import dels preus i en repartiment els ingressos.
5. Comunicació: promou el sistema de transports que gestiona i la seva marca, i es relaciona amb els usuaris.
6. Marc normatiu: proposa lleis a les administracions locals per tal d'adaptar-se al marc d'atribucions de l'ATM.
7. Mobilitat: elabora i avalua plans de mobilitat i en fomenta els valors en la ciutadania.

## Direcció general
- Francesc Xavier Ventura i Teixidor (1997 - 2004)[5]
- Ramon Seró i Esteve (2004 - 16 de gener 2013)[5]
- Josep Anton Grau i Reinés (16 de gener 2013 - 24 de febrer 2016)[6]
- Pere Torres i Grau (24 de febrer 2016 - 8 de gener de 2024)[7]
- Manuel Valdés López (8 de gener de 2024 - actualitat)

## Integració tarifària

Antic àmbit de la integració tarifària.

Mapa de la zona integrada ampliada el 2009

L'ATM gestiona el sistema d'integració tarifària, creat l'any 2001. Gràcies a aquest amb el mateix bitllet es poden utilitzar diferents transports públics a la regió metropolitana de les empreses que en forment part i es poden fer diferents tipus de transbordament entre aquests mitjans de transport sense tornar a pagar durant un límit de temps que depèn de les zones travessades (tot i que s'ha de validar el bitllet en cada transbordament). Tanmateix el bitllet senzill resta exclòs de la possibilitat de realitzar transports combinats. Aquestes empreses realitzen un o més serveis de transport entre les quals cal destacar les següents empreses per la seva gran cobertura del territori, no obstant hi ha desenes d'empreses adherides sobretot operadors de bus d'àmbit local o subcomarcal que poden tenir força importància més enllà del municipi de Barcelona:
- Renfe Operadora (trens de la xarxa de Rodalia de Barcelona)
- Transports Metropolitans de Barcelona (marca comercial sota la que operen les empreses de metro de Barcelona i Transports de Barcelona que gestiona autobusos)
- Trammet (serveis de tramvia)
- Ferrocarrils de la Generalitat de Catalunya (trens i funiculars)

## Corones tarifàries
La xarxa de l'ATM està subdividida en sis zones (de l'1 al 6, zona central - zones més perifèriques). El preu del bitllet no depèn de la zona per on es viatja sinó de les zones que es travessen durant el desplaçament.
La primera corona és pròpiament l'àrea metropolitana de Barcelona, i inclou els municipis de la costa des de Castelldefels a Montgat.

Esquema de la zonificació

## Tarifa Plana
Desplaçaments pels 36 municipis a preu d'una zona.
Per tant, a partir de l'any 2019 a totes les relacions entre els 36 municipis metropolitans (18 de la primera corona i 18 a la segona corona) se’ls aplicarà la tarifa equivalent a una zona tarifària. Per a la resta de desplaçaments entre qualsevol municipi de l'AMB i un municipi del sistema tarifari extern a l'àmbit metropolità es manté la zonificació actual del sistema. Per tant, cap viatge dins l'àmbit de l'ATM es veu perjudicat per la mesura.
La tarifa plana s'aplicarà a tots els títols integrats ATM (excepte a la targeta T-16).
 Per tant, entrarà en vigor per als següents títols: T-10, T-10 per a
treballadors a l'aeroport, T-50/30, T-70/30, T-mes, T-mes per a persones en atur, T-trimestre, T-jove, títols integrats bonificats per a famílies monoparentals i nombroses, T-dia, T-aire i T-esdeveniment. Els bitllets senzills, no integrats, dels operadors de transport (FGC, Rodalies de Catalunya i autobusos metropolitans i interurbans) també es regiran per aquesta tarifa plana quan cobreixin el trajecte entre dos municipis de l'AMB.

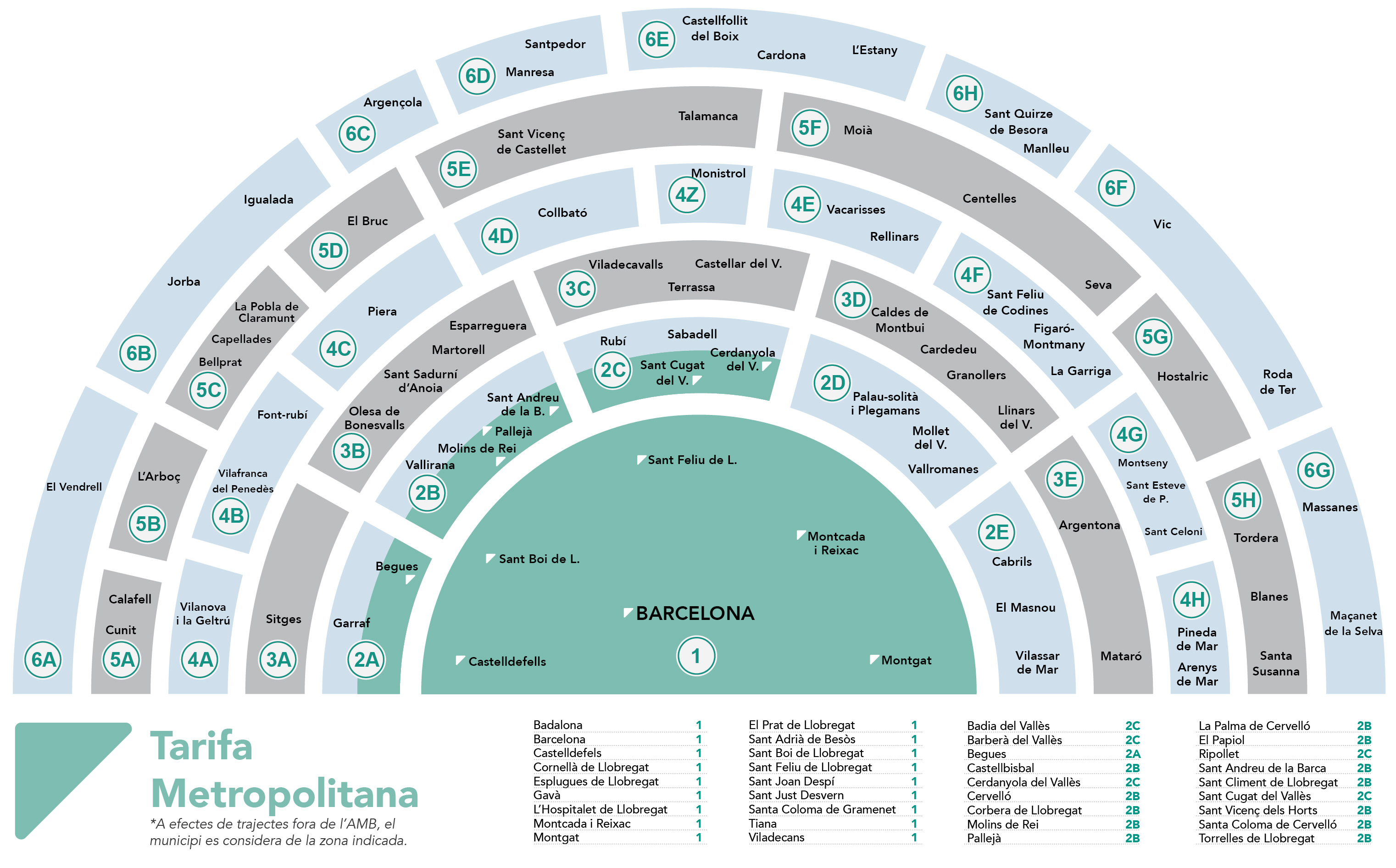
Zonificació ATM àrea de Barcelona

### Preus

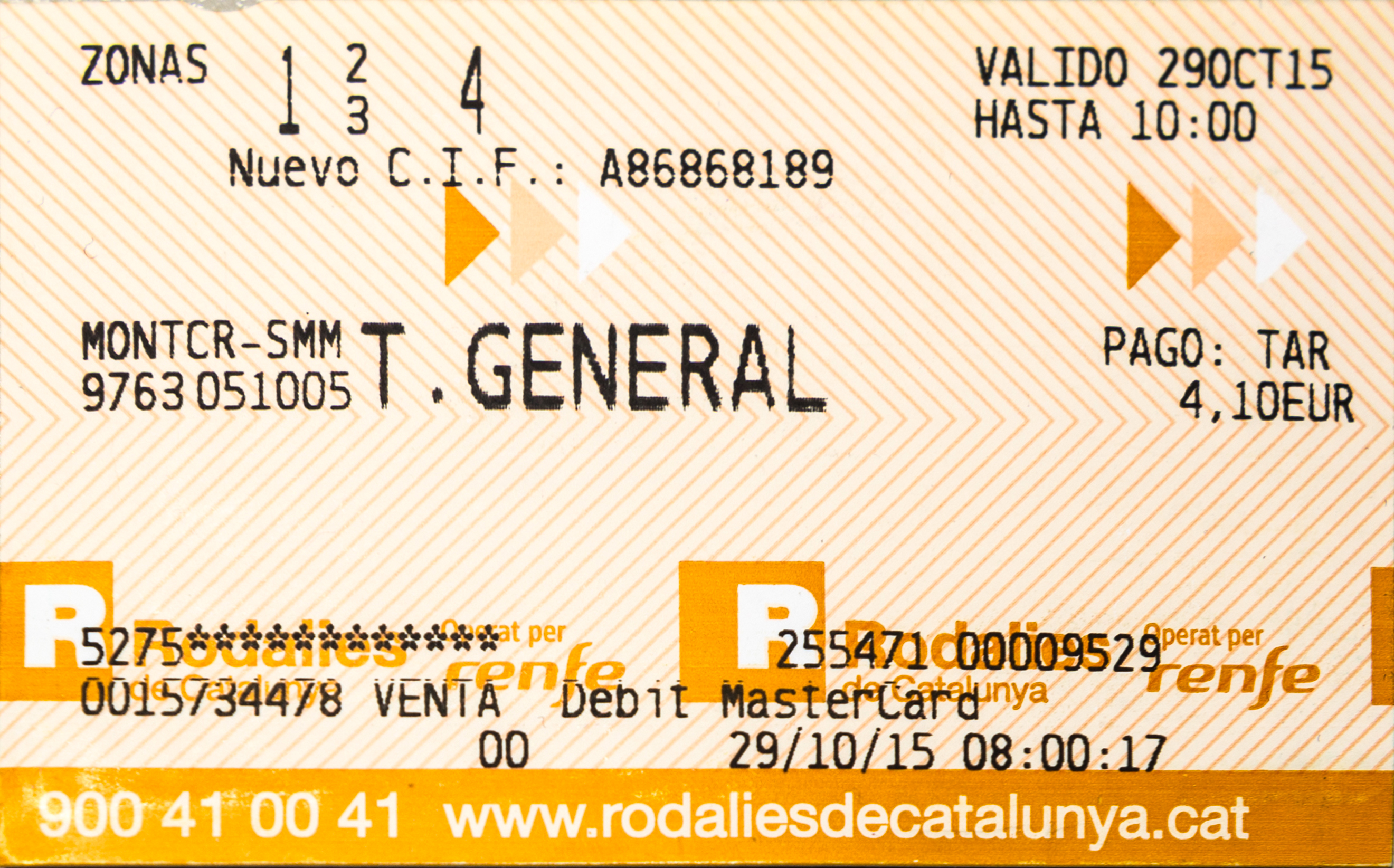

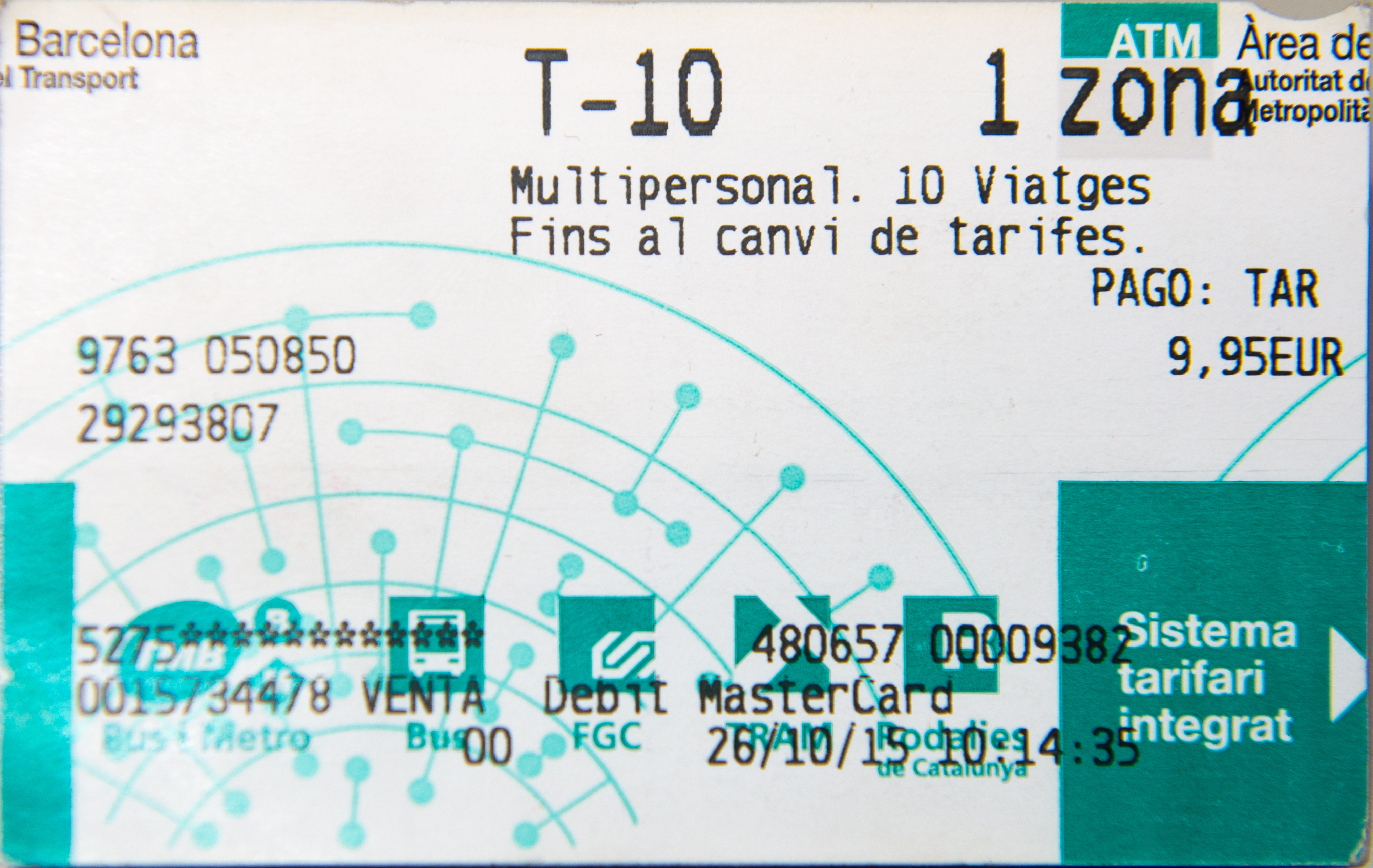

Bitllet T-10.

A continuació es detalla la taula de tarifes dels diferents títols de transport integrats de l'ATM segons el nombre de zones (preus en euros, dades d'octubre del 2015).
|        | T-10  | T-50/30 | T-70/30 | T-Mes  | T-Trimestre | T-Jove | T-Dia |
| ------ | ----- | ------- | ------- | ------ | ----------- | ------ | ----- |
| Zona 1 | 9,95  | 42,50   | 59,50   | 52,75  | 142         | 105    | 7,60  |
| Zona 2 | 19,60 | 71,00   | 86,05   | 77,45  | 211         | 155    | 12,00 |
| Zona 3 | 26,75 | 99,60   | 118     | 105    | 290         | 210    | 15,25 |
| Zona 4 | 34,45 | 122,00  | 144,50  | 124,50 | 342,50      | 249    | 17,15 |
| Zona 5 | 39,55 | 140     | 165,50  | 143    | 390         | 285,50 | 19,30 |
| Zona 6 | 42,05 | 150     | 179,50  | 153    | 406         | 305,50 | 21,70 |

## Polèmica
Durant la primavera de 2014, va estar al centre d'atenció de la plataforma Stop Pujades, que li recriminà constantment no abaixar les tarifes de transport després de mesos de mobilitzacions contínues i que la plataforma hagués rebut el suport d'una trentena d'ajuntaments, incloent-hi el de Barcelona, del Ple del Consell de l'AMB i també del Parlament de Catalunya. Les mobilitzacions van començar després de l'increment de les tarifes el gener de 2014, les quals van fer sobrepassar els 10 € de preu de la T-10. Davant la pretensió de l'ATM instaurar la T-Mobilitat com a nova modalitat de títol de transport, sorgí de nou la polèmica davant la privatització de serveis del transport i el seu sobrecost pressupostari pels retards, la manca de transparència i la vulneració de la protecció de dades personals.